# Spilobotys cyanopyga
Spilobotys cyanopyga là một loài bướm đêm trong họ Noctuidae.